# Agonopterix cervariella
Agonopterix cervariella is een vlinder uit de familie grasmineermotten (Elachistidae). De wetenschappelijke naam is voor het eerst geldig gepubliceerd in 1884 door Constant.
De soort komt voor in Europa.